# Theodor Baillet von Latour
Theodor Franz Baillet von Latour gróf (Linz, 1780. június 15. – Bécs, 1848. október 6.) császári és királyi táborszernagy, 1848 márciusától, az első bécsi forradalom kitörésétől kezdve osztrák császári hadügyminiszter. A harmadik bécsi forradalom kezdetén meglincselték.

## Életpályája

### Szülei
Az általunk Latourként ismert hadügyminiszter családneve eredetileg Baillet de Latour volt. Vallon eredetű katonacsaládból származott. Apja, Maximilian Baillet de Latour gróf (1737–1806) a táborszernagyi rangig és a birodalom hadügyeit intéző Udvari Haditanács (Hofkriegsrath) elnökségéig vitte (1805–től haláláig). Vitéz katona is volt, 1790-ben altábornagyként megkapta a legmagasabb katonai kitüntetést, a Katonai Mária Terézia-rend kis-, 1794-ben a parancsnoki, majd 1796-ban a nagykeresztjét. Anyja Charlotte-Sophie de Guérin de La Marche grófkisasszony volt († 1806), Michel Rémy Charles de Guérin de la Marche gróf leánya.

### Latour karrierje, a tábornoki rangig
Theodor, 1787-től tanult a bécsújhelyi katonai akadémián, majd 1795-ben átvezényelték a mérnökkari akadémiára; itt is fejezte be katonai tanulmányait. 1798. október 7-én lett mérnökkari hadapród. 1799-ben már főhadnagy volt, s részt vett a Bonaparte Napóleon elleni itáliai hadjáratban, így az azt lezáró vesztes marengói csatában is. 1804-ben léptették elő századossá.
A következő évben, 1805-ben már őrnagy volt. Mack tábornok környezetében volt tanúja a császári és királyi csapatok csúfos ulmi kapitulációjának. Szabadulása után előbb diplomáciai küldetésben Berlinben járt, majd a birodalom katonai térképészeti felmérése alkalmával a háromszögelési munkálatokban vett részt. 1809-ben léptették elő alezredessé, s rövidesen a galíciai 7. hadtest vezérkari főnökeként tevékenykedett.
Napóleon 1812. évi oroszországi hadjáratában a francia oldalon vitézkedő osztrák segélyhadtestben szolgált, s a poddubjei ütközetben tanúsított vitézségéért megkapta a Katonai Mária Terézia-rend lovagkeresztjét. Különösen kitüntette magát az október 18-án Biala mellett Essen orosz tábornok hadosztálya ellen vívott ütközetben, ahol létszámban kisebb erőkkel mindaddig feltartotta és visszavetette a támadó orosz csapatokat, amíg az erősítések be nem érkeztek. Jutalma az ezredesi előléptetés lett.
1813-ban Gyulay Sámuel táborszernagy hadtestében harcolt. Kitüntette magát a drezdai csatában, a lipcsei „népek csatájában” pedig egy lovat is kilőttek alóla. Itteni vitézségéért I. Sándor orosz cár a Szent Vlagyimir-rend III. osztályával tüntette ki. A szövetségesek rajnai átkelése után az osztrák és württembergi csapatokból álló 4. hadtest vezérkari főnökeként több csatában és ütközetben is hathatósan segítette a hadműveleteket, s ezért I. Ferenc osztrák császár soron kívül vezérőrnaggyá léptette elő, I. Sándor orosz cártól megkapta a Szent György-rend IV. osztályát, a Frigyes württembergi királytól pedig a katonai szolgálati érdemrend parancsnoki keresztjét. 1815-ben a 3. számú, a Vilmos württembergi trónörökös által vezényelt hadtestben szolgált, kitüntette magát a június 28-i strassburgi ütközetben. A trónörökös, a későbbi király nagyrabecsülését mutatja, hogy utóbb, a Frigyes-rend megalapítása után Baillet de Latour-nak a rend nagykeresztjét adományozta.
Latour katonai karrierje a napóleoni háborúkat lezáró békeszerződés után is szépen haladt előre. Előbb tüzérdandár-parancsnok és a 3. tüzérezred ezredtulajdonosa, 1829-ben a német szövetségi gyűlés melletti katonai bizottmány elnöke lett. 1831-ben kapta meg altábornagyi kinevezését, 1832-ben lett a mérnökkari főigazgatóság helyettes vezetője, s a 28. gyalogezred ezredtulajdonosa. 16 évig szolgált a mérnökkarnál, s közben, 1846-ban táborszernaggyá léptették elő. A mérnökkar vezetőjeként ő tervezte a Német Szövetség rastatti szövetségi erődjét. (Az erőd őrsége az 1849-es badeni forradalomban nevezetes szerephez jutott.)

### Hadügyminiszterként
1848. március 13-i bécsi forradalom után I. Ferdinánd császár ígéretet tett arra, hogy Ausztria népeinek alkotmányt ad, ami március 15-én meg is történt. Ez együtt járt a felelős miniszteri kormányzás bevezetésével is. Az osztrák kormányok viszonylag sűrűn váltották egymást, mert nemigen tudtak úrrá lenni a bécsi radikális mozgalmakon. A kormányban Peter Zanini altábornagy töltötte be a hadügyminiszteri tisztet, de április 30-án ő is lemondott. Az ő posztját vette át még ezen a napon Theodor Baillet de Latour. Noha 1848 októberéig még további három kormányfő követte.
Latour válságos időszakban vette át a tárcáját. Az egész monarchia területén forradalmak és népmozgalmak törtek ki. A két észak-itáliai tartományban, Lombardiában és Venetóban kitört felkeléseket fegyveres erővel támogatta Károly Albert király piemonti-szárd monarchiája, s csatlakozott hozzá több más itáliai állam segédhadereje is. Az olasz csapatok elől Joseph Wenzel Radetzky tábornagy itáliai cs. kir. hadserege kénytelen volt a jól védhető Várnégyszögbe visszavonulni. A magyarországi események következtében az osztrák hadügyi kormányzat előbb kénytelen volt folyamatosan egyeztetni a magyar kormánnyal a magyarországi cs. kir. csapatok feletti rendelkezés érdekében, majd május 10-én Batthyány Lajos gróf, miniszterelnök elérte, hogy az uralkodó a négy magyar- (és horvát-)országi főhadparancsnokságot (Buda, Pétervárad, Temesvár, Zágráb) a magyar kormány fennhatósága alá rendelje; június 10-én pedig hasonló rendeletet kapott az erdélyi (Nagyszeben) főhadparancsnokság is. Sőt ezzel együtt az ország déli és keleti határán végighúzódó katonai határőrvidék ezredei is a magyar kormány (névleges) fennhatósága alá kerültek.
Latour tehát még két hete sem volt hivatalban, máris súlyos presztízsveszteséget és diplomáciai vereséget volt kénytelen elkönyvelni a magyar kormánnyal szemben. Törekvése – amely lényegében egybeesett mind az osztrák kormánytagok, mind a hagyományos udvari körök álláspontjával – láthatóan két cél körül forgott: az észak-itáliai háború mielőbbi győztes befejezése, s ezt követően a magyarországi haderő (ezáltal pedig a Magyar Királyság) feletti rendelkezés visszanyerése. A magyar kormánnyal, azon belül pedig kollégájával, Mészáros Lázár hadügyminiszterrel kénytelen volt együttműködni, vagy legalább az együttműködést mímelni, már csak azért is, mert Magyarországon jó néhány olyan birodalmi intézmény volt (ménesek, tüzérségi és ruházati raktárak), amelyek készleteire az első cél érdekében is szükség volt (lett volna).
Latour látszólag korrekt partner volt. Beleegyezett abba is, hogy a Magyarországon állomásozó, de nem magyarországi ezredeket kicseréljék az országon kívül állomásozó magyar ezredekre; igaz, a végrehajtást nem siettette, vagy legalább azt igyekezett elérni, hogy a magyar ezredek csak az idegen ezredek megérkezése után induljanak el. A magyar kormány átirataira általában válaszolt, még ha a válaszok egyre inkább ki is merültek abban, hogy újabb és újabb szemrehányásokat tett a magyar kormánynak azért, mert az nem viseltetik elég érzékenységgel az összbirodalom érdekei iránt. 1848. május 10., illetve június 10. után hivatalosan nem levelezett a magyarországi főhadparancsnokságok vezetőivel – igaz, azok továbbra is jelentettek neki is, s a cs. kir. hadügyminiszter nem tiltakozott ez ellen. Ugyanakkor komoly okunk van feltételezni, hogy a visszatérő futárok vittek bizonyos, nem hivatalos instrukciókat a főhadparancsnokoknak.
A főhadparancsnokok közül az egyedüli kivétel a zágrábi vezénylő tábornok, Josip Jelačić altábornagy, a horvát bán volt. Jellasics a kezdet kezdetétől szembehelyezkedett a magyar kormánnyal, s ugyanakkor nem győzte hangsúlyozni, mennyire számíthat rá az uralkodóház és az osztrák kormány az olasz tartományok visszaszerzésében, illetve az olasz hajóhad által veszélyeztetett Osztrák Tengermellék védelmében. Latour természetesen nem támogathatta nyíltan az uralkodó által június 10-én báni méltóságából felmentett Jellasicsot, ugyanakkor a birodalom stratégiai érdekeire való tekintettel nemigen tagadhatta meg a támogatást tőle, hiszen az itáliai hadseregben több ezer horvát határőr harcolt, s Jellasics felmentése után Horvátországban elszakadási törekvések mutatkoztak (amelyeket azonban a bán képes volt féken tartani.)
A magyar kormányzat katonai erőt nemigen alkalmazhatott a bánnal szemben, mivel a rendelkezésre álló csapatok a délvidéki szerb lázadók ellen harcoltak; s amúgy is kérdéses volt, hogy a császári színeket viselő horvát határőrök ellen a szintén a császárra esküdött magyar és nem magyar ezredeket támadó háborúban alkalmazni lehetett volna. Ezért Kossuth Lajos pénzügyminiszter megtiltotta, hogy a budai főfizető hivatal pénzt küldjön a zágrábi főhadparancsnokságnak, s Latour és az osztrák kormány követelései ellenére sem volt hajlandó utalni a horvátországi és határőrvidéki katonaság illetményeit. Az osztrák kormány utalt ugyan 100 000 forintot, s követelte ennek kifizetését a magyartól, de ezt Batthyányék, érthetően, visszautasították. Latour augusztusban és szeptemberben további 180 000 forintot utalt a zágrábi hadipénztárnak. Latour nyilván tudta, mire kell a bánnak a pénz, hiszen az augusztus 29-én nyíltan írt „küszöbön álló” hadműveleteiről, és ehhez kérte a hadügyminiszter anyagi támogatását.

### Végzetes levelek
Amikor 1848. szeptember 11-én Jellasics csapatai megindultak a Muraköz, majd a Dunántúl elfoglalására, a bán seregének elindulását többek között azok a ruházati, lőszer- és fegyverszállítmányok tették lehetővé, amelyeket Latour beleegyezésével kapott az ausztriai katonai raktárakból. Jellasics folyamatosan tájékoztatta hadmozdulatairól és seregének szükségleteiről a hadügyminisztert. 1848. szeptember végén azonban a horvát sereg egyik postaszállítmánya a Somogy vármegyében tevékenykedő magyar népfelkelők (állítólag kanászok) kezébe került, akiknek vezetője továbbította azt Csány László kormánybiztosnak, Csány pedig Batthyánynak. A levelekből nyilvánvalóvá vált, hogy a bán Latour hadügyminiszterrel állandó érintkezésben van, s hogy az osztrák katonai hatóságok pénzzel, fegyverrel és hadfelszereléssel támogatják Jellasics hadjáratát. A levelek egy részét a magyar képviselőház szeptember 27-i ülésén ismertették a képviselőkkel, a fontosabbakat pedig eredetiben és magyar fordításban a hivatalos Közlöny mellékleteként is közzétették.
A német nyelvű mellékletből Batthyány 600 példányt küldött Pulszky Ferencnek, a bécsi magyar külügyminisztérium államtitkárának terjesztésre. Pulszky már szeptember 29-én jelentette a miniszterelnöknek a nyomtatványok kiosztását azzal, hogy „a szenzáció, melyet tesznek, leírhatatlan.” Jellasics hadjárata aggodalomba ejtette az osztrák közvéleményt is. Mindenki tudta, hogy ha a bánnak sikerül legyőznie a magyarokat, az osztrák alkotmányosság is veszélybe kerül. A bécsi demokratikus sajtó – amelynek egy része korábban nem túlzottan rokonszenvezett a magyarokkal – a bán támadása után arról cikkezett, hogy a horvátok győzelme a birodalmat a szlávok kezébe adná. Latour már korábban gyanúba került, hogy támogatja Jellasicsot, ám ezt mindannyiszor tagadta.
Így aztán a levelek közzététele valóságos bombaként robbant, s a parlamentben Borrosch képviselő interpellálta is a hadügyminisztert az ügyben. Latour azonban azzal igyekezett elütni a dolgot, hogy Jellasics levelét nem kapta meg, s hogy küldött ugyan pénzt, összesen 280 000 forintot a bánnak, de csak a katonák fizetésére, illetve, hogy a bán ismételt sürgetései ellenére is azt válaszolta neki, hogy mindaddig, amíg a magyar kormány törvényes talajon áll, nem küldhet neki csapatokat és tüzérséget. A többség tetszéssel fogadta a hadügyminiszter válaszát, azonban Löhner képviselő az adótörvény vitájában ismét előhozta a dolgot, s hosszan fejtegette, hogy a kormányzat a titkos pénzküldésekkel megsértette az alkotmányos és parlamenti kormányzás szabályait. Löhner szónoklata olyan logikus és annyira elsöprő volt, hogy a parlament jobboldali többsége az ülések azonnali elnapolása mellett döntött.
Ez azonban még csak a kezdet volt. Az elkövetkező napokban Latour egymás után kapta a sajtótámadásokat: nyilvános hazugsággal, s Jellasics egyértelmű támogatásával vádolták. Latour válasza sem segített a dolgon, sőt miután meglehetősen durván utasította vissza a vádakat, anélkül, hogy meg tudta volna cáfolni őket, még a jobboldali sajtó is erőtlennek és kevéssé meggyőzőnek ítélte védekezését. A radikális lapok egyike miniszteri kötelességének megszegésével vádolta, hozzátéve, hogy „ez a hadügyminiszter még szabadon jár Bécs utcáin, és a nép és a birodalmi gyűlés hallgatásba merül”. Egy másik lapban pedig megjelent az „À la lanterne” („Lámpavasra vele”) című francia forradalmi dal.

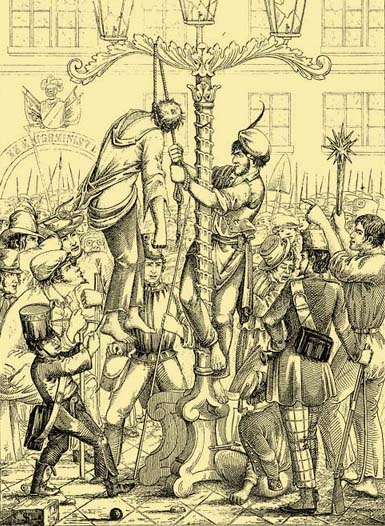
Latour akasztása (korabeli rajz)

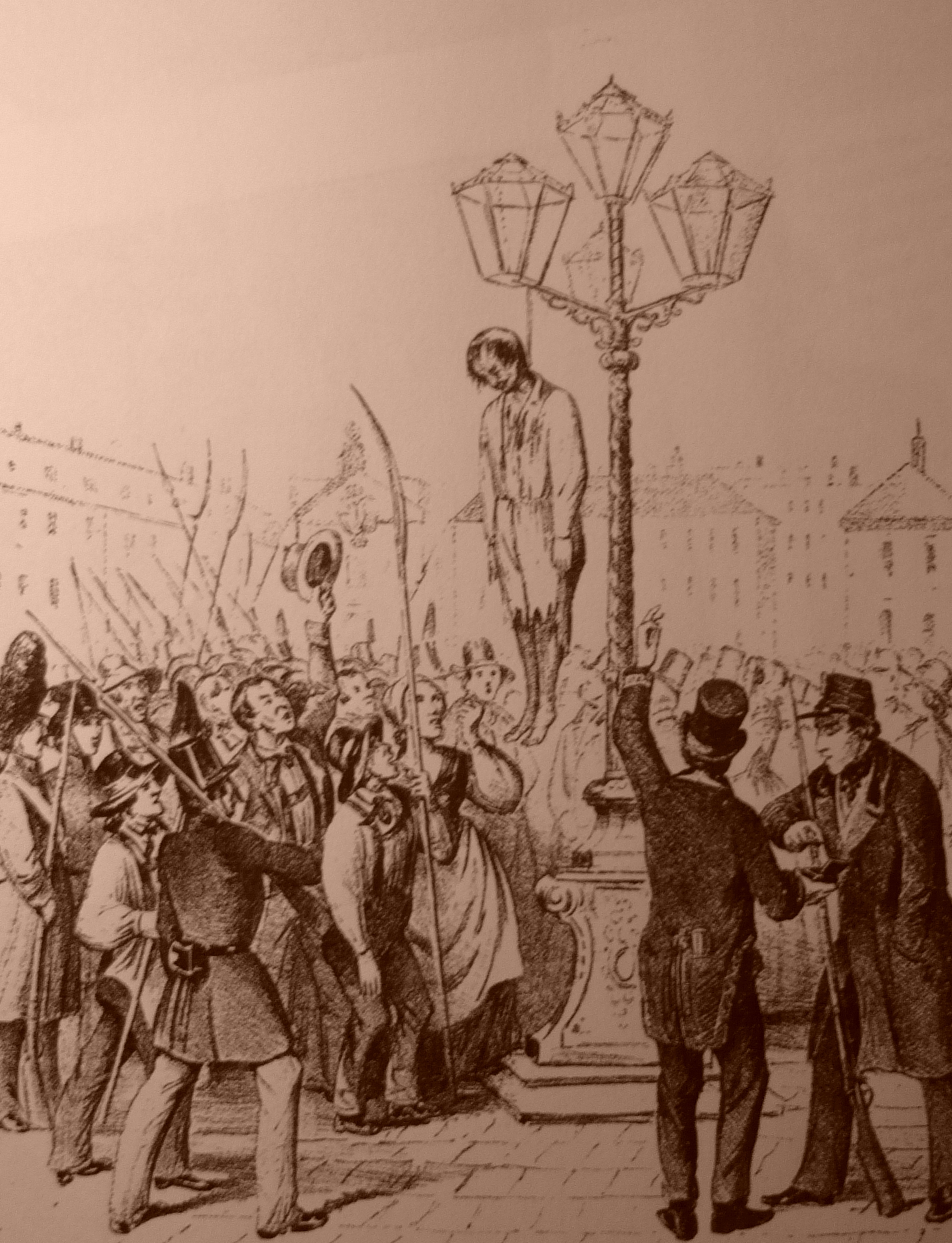
Latour akasztása (korabeli rajz)

### Latour halála
Latour azonban talán még az előbbieket is megúszta volna. Időközben azonban nagyot változott a helyzet. A horvát–magyar viszály kiegyenlítésére Pest-Budára küldött Lamberg Ferenc altábornaggyal szeptember 28-án egy feldühödött tömeg végzett a pesti hajóhídon; másnap, 29-én a magyar haderő Pákozd és Sukoró térségében visszaverte Jellasics  seregét. Lamberg meggyilkolásának hírét véve, az uralkodó október 3-án feloszlatta a magyar országgyűlést, az országot a hadi törvények alá rendelte, s Jellasicsot nevezte ki a magyarországi haderők főparancsnokává és királyi biztossá. A manifesztum megjelenése hihetetlen felháborodást keltett Bécsben. Nyilvánvalóvá vált, hogy az osztrák kormány immár nem titokban, hanem nyíltan támogatja azt a Jellasicsot, akit korábban a császár és király is lázadónak nyilvánított; s hogy a cél előbb a magyar, majd az osztrák alkotmányosság felszámolása. Latour a manifesztum kibocsátásával egy időben megkezdte csapaterősítések Magyarországra vezénylését, illetve Jellasics támogatására szólította fel a magyarországi főhadparancsnokságokat és más katonai hatóságokat.
Az elvezénylések szándéka azonban nyilvánosságra került: az évek óta Bécsben állomásozó alakulatok egy részének nem akaródzott Magyarországra vonulnia, s ebbeli szándékukban a bécsi diákok is igyekeztek megerősíteni őket; szívesen fizettek egy-két sört a derék hadfiaknak, s közben a szabadság eszméjéről győzködték őket. Így aztán október 6-án a kivonuló alakulatokat a nép, az Akadémiai Légió és a külvárosok nemzetőrsége igyekezett megakadályozni a távozásban.
A Tabor-hídnál harcra került sor, azonban a felkelők előbb a katonaságot, majd a segítségére siető belvárosi nemzetőrséget is megfutamították. A tömeg megostromolta a hadügyminisztérium épületét. Latour az időközben odaérkező képviselők rábeszélésére beadta a lemondását, megtiltotta az épületet védő katonaságnak a tüzelést, majd megpróbált elmenekülni. Szerencsétlenségére, az épület legfelső emeletén a szomszéd épület padlására átvezető titkos ajtót időközben befalazták. A tömeg felfedezte rejtekhelyét, s noha a jelenlévő akadémiai légiósok megpróbálták megóvni az életét, az épületből kivezetett hadügyminiszterrel a tömeg kegyetlenül végzett, majd holttestét egy lámpavasra akasztották.
Latournak, mint említettük, két célja volt hivatalba lépésekor: az itáliai háború győztes befejezése és a magyar önállóság megtörése. E két cél érdekében folytatott tevékenysége okozta a vesztét: az itáliai hadsereg megerősítésére Bécsből elvezényelt alakulatok hiánya miatt a cs. kir. katonaság októberben nem tudott ellenállni a forradalmi tömegnek; a magyarok elleni manővereinek nyilvánosságra kerülése pedig a felkelés kirobbanásának legfőbb oka volt. Ám az első cél már 1848 nyarán teljesült, a második cél eléréséért pedig éppen 1848 októberében kezdődött meg a nyílt háború.
„Gróf Latour erősen meglakolt azon tettéért, miszerint az alkotmányos eszmékbe beléereszkedett – írta róla Petrichevich Horváth János cs. kir. ezredes, majd tábornok emlékirataiban. – Ezen másként nagyon bölcs férfiú nem merített maga számára tanulságot a minden idők forradalmi történetéből, s azon balga hiedelemben élt, hogy alkotmányos hadügyminiszteri helyzete, melynek következtében a birodalmi gyűléseken jelen volt – őt a gonosz megtámadások- és méltatlanságoktól megóvni fogja.”
A bécsi forradalom leverése után a cs. kir. hatóságok komoly apparátust mozgósítottak Latour halála körülményeinek felderítésére. Az osztrák Hadilevéltárban megtalálható a vizsgálat több mint 120 doboznyi iratanyaga. Végül 1849. március 20-án Latour meggyilkolásában való részvételük vádjával felakasztották Franz Wangler asztaloslegényt, Karl Brambosch szobafestőt és Thomas Jurkovich szabót. A vizsgálat legfőbb célja azonban az volt, hogy bebizonyítsák: a forradalmat, s így Latour halálát a magyar kormányzat és ügynökei aknamunkája, a „magyar pénz” okozta. Noha erre vonatkozó értékelhető bizonyíték nem került elő, a vád bekerült Batthyány vádiratába, s halálra ítélésének egyik legfőbb alapjául szolgált. Mert a cs. kir. hatóságok úgy vélték, a forradalmat nem elég leverni, hanem résztvevőit kriminalizálni is kell.
Egy évvel később Haynau tábornagy az aradi vértanúk kivégzését szándékosan a bécsi forradalom és Latour gróf meggyilkolásának évfordulójára időzítette.